# 東京女子医科大学東医療センター
東京女子医科大学東医療センター （とうきょうじょしいかだいがくひがしいりょうセンター）は、東京都荒川区西尾久で2021年（令和3年）12月31日まで診療を行っていた大学病院である。略称は、TWMU-MCEであった。現在は移転し東京女子医科大学附属足立医療センターとなる。
西日暮里に日暮里クリニック（にっぽりクリニック）を併設していたが、2017年3月末を以て閉鎖された。

## 診療科
- 内科
- 心療内科
- 精神科
- 神経内科
- 内視鏡内科
- 呼吸器内科
- 消化器内科
- 循環器内科
- リウマチ科
- 小児科
- 外科
- 整形外科
- 形成外科
- 美容外科
- 脳神経外科
- 呼吸器外科
- 心臓血管外科
- 消化器外科
- 乳腺外科
- 皮膚科
- 泌尿器科
- 産婦人科
- 眼科
- 耳鼻咽喉科
- 放射線科
- 臨床検査科
- 麻酔科
- 歯科
- 歯科口腔外科
- 病理診断科
- リハビリテーション科
- 救急科

## 歴史

### 年表
- 1934年 荒川区尾久に東京女子医学専門学校病院分院を設置。
- 1936年 東京女子医学専門学校第二病院となる。
- 1952年 東京女子医科大学附属第二病院となる。
- 2005年 東京女子医科大学東医療センターとなる。
- 2007年 日暮里クリニックを設置。
- 2017年 日暮里クリニックを廃止。
- 2022年 足立区江北に移転、東京女子医科大学附属足立医療センターに名称を変更した[1][2]。

## 東医療センター（移転前）
- 所在地：東京都荒川区西尾久二丁目1番10号
- 交通
  - 公式サイト「交通のご案内」を元に調整記載
    - 都電荒川線宮ノ前停留所より徒歩3分
    - 日暮里・舎人ライナー熊野前駅より徒歩5分
    - 都営バス「西尾久二丁目」「熊野前」下車、徒歩約5分
    - 自動車で来る場合、スクールゾーンに注意
- 認定施設
  - 東京都災害拠点病院
  - 地域周産期母子医療センター
  - 救命救急センター
  - 地域医療支援病院
- このほか、各種法令による指定・認定病院であるとともに、各学会の認定施設でもあった。
- また2009年より心臓血管診療部が設置され循環器内科と心臓血管外科により循環器治療を行なっていた。

### 診療部門
- 内科
- 総合診療科
- 精神科
- 放射線科
- 外科
- 小児科
- 整形外科
- 形成外科
- 脳神経外科
- 心臓血管外科
- 呼吸器外科
- 皮膚科
- 泌尿器科
- 産婦人科
- 眼科
- 耳鼻咽喉科
- 救急医療科
- 麻酔科（ペインクリニック）
- 歯科口腔外科
- リハビリテーション科

## 日暮里クリニック（廃止時）
- 所在地：東京都荒川区西日暮里二丁目20番1号 サンマークシティ日暮里ステーションポートタワー4F・5F
- 交通
  - JR山手線・京浜東北線・常磐線・京成本線日暮里駅東口より徒歩1分
  - 日暮里・舎人ライナー日暮里駅より徒歩3分

### 診療内容
- 内科
- 外科
  - 乳腺外科
- 心臓外科
- 整形外科
- 形成外科・美容外科
- 泌尿器科
- 皮膚科
- 美容医療科
- 女性専門外来
- スポーツ健康医学
- サプリメント外来
- 頸動脈外来